# Olbia Calcio 1987-1988
Questa pagina raccoglie le informazioni riguardanti l'Olbia Calcio nelle competizioni ufficiali della stagione 1987-1988.

## Rosa
| N. |                   | Ruolo | Calciatore         |
| -- | ----------------- | ----- | ------------------ |
|    | Italia (bandiera) | C     | Giuseppe Bloise    |
|    | Italia (bandiera) | A     | Stefano Bosetti    |
|    | Italia (bandiera) | D     | Maurizio Cavazzini |
|    | Italia (bandiera) | C     | Raffaele De Falco  |
|    | Italia (bandiera) | C     | Maurizio Favalessa |
|    | Italia (bandiera) | D     | Marcello Gamberini |
|    | Italia (bandiera) | A     | Giovanni Ianuale   |
|    | Italia (bandiera) | A     | Francesco Libro    |
|    | Italia (bandiera) | P     | Claudio Livieri    |
|    | Italia (bandiera) | D     | Massimo Mariani    |
|    | Italia (bandiera) | C     | Damiano Morra (II) |

| N. |                   | Ruolo | Calciatore            |
| -- | ----------------- | ----- | --------------------- |
|    | Italia (bandiera) | A     | Stefano Paraluppi     |
|    | Italia (bandiera) | D     | Roberto Asara         |
|    | Italia (bandiera) | P     | Marco Sapochetti      |
|    | Italia (bandiera) | D     | Gianbattista Scugugia |
|    | Italia (bandiera) | A     | Alessandro Solinas    |
|    | Italia (bandiera) |       | Ferruccio Terrosu     |
|    | Italia (bandiera) | D     | Vito Tondo            |
|    | Italia (bandiera) | C     | Ernesto Truddaiu      |
|    | Italia (bandiera) | C     | Domenico Uscidda      |
|    | Italia (bandiera) | D     | Stefano Zironi        |

## Risultati

### Campionato

#### Girone di andata
| 20 settembre 1987 1ª giornata | Montevarchi | 1 – 1 | Olbia |  |

| 27 settembre 1987 2ª giornata | Olbia | 1 – 1 | Pro Vercelli |  |

| 4 ottobre 1987 3ª giornata | Carrarese | 0 – 1 | Olbia |  |

| 11 ottobre 1987 4ª giornata | Sorso | 0 – 0 | Olbia |  |

| 18 ottobre 1987 5ª giornata | Olbia | 3 – 0 | Civitavecchia |  |

| 25 ottobre 1987 6ª giornata | Sarzanese | 0 – 0 | Olbia |  |

| 1º novembre 1987 7ª giornata | Olbia | 0 – 0 | Tempio |  |

| 8 novembre 1987 8ª giornata | Saviglianese | 0 – 0 | Olbia |  |

| 15 novembre 1987 9ª giornata | Olbia | 2 – 1 | Carbonia |  |

| 22 novembre 1987 10ª giornata | Massese | 1 – 0 | Olbia |  |

| 29 novembre 1987 11ª giornata | Olbia | 1 – 1 | Lodigiani |  |

| 6 dicembre 1987 12ª giornata | Entella Bacezza | 0 – 0 | Olbia |  |

| 13 dicembre 1987 13ª giornata | Olbia | 0 – 0 | Rondinella |  |

| 20 dicembre 1987 14ª giornata | Olbia | 0 – 0 | Pontedera |  |

| 3 gennaio 1987 15ª giornata | Siena | 0 – 0 | Olbia |  |

| 10 gennaio 1988 16ª giornata | Olbia | 0 – 2 | Cuoiopelli |  |

| 17 gennaio 1988 17ª giornata | Pistoiese | 2 – 2 | Olbia |  |

#### Girone di ritorno
| 24 gennaio 1988 18ª giornata | Olbia | 0 – 0 | Montevarchi |  |

| 31 gennaio 1988 19ª giornata | Pro Vercelli | 0 – 1 | Olbia |  |

| 7 febbraio 1988 20ª giornata | Olbia | 0 – 1 | Carrarese |  |

| 21 febbraio 1988 21ª giornata | Olbia | 1 – 0 | Sorso |  |

| 28 febbraio 1988 22ª giornata | Civitavecchia | 0 – 0 | Olbia |  |

| 6 marzo 1988 23ª giornata | Olbia | 1 – 1 | Sarzanese |  |

| 13 marzo 1988 24ª giornata | Tempio | 0 – 0 | Olbia |  |

| 20 marzo 1988 25ª giornata | Olbia | 2 – 0 | Saviglianese |  |

| 2 aprile 1988 26ª giornata | Carbonia | 1 – 0 | Olbia |  |

| 10 aprile 1988 27ª giornata | Olbia | 2 – 1 | Massese |  |

| 17 aprile 1988 28ª giornata | Lodigiani | 1 – 0 | Olbia |  |

| 24 aprile 1988 29ª giornata | Olbia | 0 – 1 | Entella Bacezza |  |

| 8 maggio 1988 30ª giornata | Rondinella | 1 – 0 | Olbia |  |

| 15 maggio 1988 31ª giornata | Pontedera | 1 – 1 | Olbia |  |

| 22 maggio 1988 32ª giornata | Olbia | 1 – 2 | Siena |  |

| 29 maggio 1988 33ª giornata | Cuoiopelli | 1 – 0 | Olbia |  |

| 5 giugno 1988 34ª giornata | Olbia | 2 – 1 | Pistoiese |  |